# Linha de São Pedro da Cova
A Linha de São Pedro da Cova foi uma ligação ferroviária projectada, mas nunca concretizada, que ligaria as minas de São Pedro da Cova à Estação de Rio Tinto, e à cidade do Porto, em Portugal.

## História
Em 1898, os proprietários da mina de São Pedro da Cova, Silvério Carneiro da Silva e Bento Rodrigues de Oliveira, iniciaram conversações com o Ministro das Obras Públicas, sobre um projecto para um ramal desde as minas até à Estação de Rio Tinto; nesta altura, o couto mineiro tinha ganho uma considerável importância, devido à descoberta do uso da antracite como combustível. Estimava-se que o ramal ficaria orçado em 30 mil réis, custo que seria pago em poucos anos com os rendimentos da exploração do minério; naquela altura, o preço do minério estava em 4$600 réis por tonelada, acrescendo-lhe 2$800 réis pelo transporte, valor que seria muito reduzido com o caminho de ferro. Calculava-se que as minas tinham em depósito cerca de 500 mil toneladas de minério, e a produção diária era bastante considerável, sendo expedidos 200 a 300 carros por dia para o Porto, sendo o minério utilizado principalmente nas cozinhas domésticas. Ainda assim, a produção era tolhida pela falta de meios de transporte, impedindo o seu uso industrial e o desenvolvimento da exploração. Em Setembro, o ministro já tinha ordenado a realização dos estudos definitivos da linha.
Em finais desse ano, uma comissão de representantes da autarquia de Gondomar procurou o apoio do Governador Civil do Porto e de várias associações comerciais e industriais, para a construção deste caminho de ferro, mas ligando directamente à cidade do Porto, e servindo o concelho de Gondomar. A comissão defendeu que a linha teria uma grande significância, devido ao facto de ligar várias povoações importantes, ricas em instalações de manufactura ou produtos naturais, e por facilitar o transporte da antracite para o Porto, reduzindo o seu preço e permitindo o seu uso nas indústrias e nas cozinhas. Para que a linha não servisse só a zona mineira, e que beneficiasse outros pontos importantes do concelho, o traçado deveria passar por Jovim, servindo dessa forma Valbom, São Cosme, Foz do Sousa, Medas, Melres e Covelo. Consideravam que a linha deveria transitar, igualmente, por Carregais, Quintela e Souto, Touta ou Barraca Mó, Passal de Cima e Passal de Baixo, e Ervedosa. O governador civil prometeu o seu apoio, tendo ido a Lisboa discutir este projecto com o Ministro das Obras Públicas.
Nessa altura, foi realizado um inquérito administrativo, para a apreciação do público sobre os projectos ferroviários dos Planos das Redes Complementares ao Norte do Mondego e Sul do Tejo; entre as linhas incluídas, estava a de São Pedro da Cova ao Porto, de via estreita, para transporte dos produtos mineiros e tráfego suburbano.
Nos princípios de 1899, uma comissão formada pelo presidente da Câmara Municipal e administrador do concelho, e por vários proprietários do município, foi recebida pelo deputado Sousa Pinto, para pedir que intercedesse junto do ministro das Obras Públicas para a realização deste projecto, de acordo com um traçado apresentado anteriormente por uma representação da autarquia de Gondomar. Na mesma altura, três comissões de proprietários, de Rio Tinto, Fânzeres e das Minas da Ervedosa pediram ao Governador Civil do Porto o seu apoio para que a linha se iniciasse em Rio Tinto e passasse por Fânzeres.
Quando o Plano da Rede Complementar ao Norte do Mondego foi decretado, em 15 de Fevereiro de 1900, introduziu várias alterações à linha de São Pedro da Cova, que passou a ter via larga em vez de estreita, e devia ser parte da Linha Marginal do Douro; este caminho de ferro saía ao quilómetro 2,500 da linha de São Pedro da Cova, e terminava na Linha do Douro, em Mosteirô ou Aregos, passando por Gondomar e Entre-os-Rios. O objectivo era melhorar as comunicações com as localidades na margem do Rio Douro, e fornecer uma alternativa à Linha do Douro, que tinha um movimento muito intenso.